# Argentinské peso
Argentinské peso (plným názvem Peso Convertible) je zákonným platidlem jihoamerického státu Argentina. Název „peso“ má argentinská měna společný s měnami několika dalších států, které bývaly španělskými koloniemi. Značka pro peso je $, ale pro rozlišení od jiných měn se před tento znak dávají písmena Arg (Arg$). ISO 4217 kód argentinské měny je ARS. Jedna setina pesa se nazývá „centavo“.

## Historický vývoj
V koloniálním období se na území dnešní Argentiny používaly španělské monetární jednotky - escuda, pesa, realy. Současné peso je už šestým platidlem, které už Argentina používá jako nezávislý stát.
| Název                 | Znak    | Období      | Směnný kurs               |
| --------------------- | ------- | ----------- | ------------------------- |
| Peso Moneda Corriente | $m/c    | 1826 - 1881 |                           |
| Peso Moneda Nacional  | $m/n    | 1881 - 1969 | 25 Pesos Moneda Corriente |
| Peso Ley 18.188       | $       | 1970 - 1983 | 100 Pesos Moneda Nacional |
| Peso Argentino        | $a      | 1983 - 1985 | 10.000 Pesos Ley 18.188   |
| Austral               | Austral | 1985 - 1991 | 1000 Pesos Argentinos     |
| Peso Convertible      | $       | od 1992     | 10.000 Australes          |

## Mince a bankovky
- Bankovky kolující v peněžním oběhu mají hodnoty 5, 10, 20, 50, 100, 500 a 1000 pesos (stav v dubnu 2018).[2] Nejnovější série bankovek zahrnuje nominální hodnoty 20, 50, 100, 200, 500, 1000 pesos[3], na kterých jsou vyobrazena původní zvířata Argentiny.
- Mince mající statut zákonného platidla jsou 1, 5, 10, 25, 50 centavos, 1, 2, 5, 10 pesos.[2] V sérií mincí z roku 2016 jsou již pouze nominální hodnoty 1, 2, 5, 10 pesos.[4] Jsou na nich vyobrazeny různé původní argentinské druhy stromů.